# Toi et moi (film, 1971)
Pour les articles homonymes, voir Toi et moi.
Pour plus de détails, voir Fiche technique et Distribution.
Toi et moi (Ты и я, Ty i ya) est un film soviétique réalisé par Larissa Chepitko, sorti en 1971.

## Synopsis
Proche d'une découverte qui doit aider à la guérison de nombreuses personnes, Peter, un neurochirurgien, abandonne son travail de recherche et se rend en Suède. Plusieurs années plus tard son auto-insatisfaction lui fait tout abandonner et il part pour la Sibérie, où différentes personnes l'aident à se dépasser et à revenir au travail scientifique qu'il avait abandonné.

## Fiche technique
- Titre : Toi et moi
- Titre original : Ты и я, Ty i ya
- Réalisateur : Larisa Shepitko
- Scénario : Larisa Shepitko, Gennady Shpalikov
- Opérateur : Alexander Knyazhinsky
- Musique : Alfred Schnittke
- Décors : Alexander Boim
- Costumes : Vyacheslav Zaïtsev
- Chef d'orchestre : Eri Klas
- Son : Lev Trakhtenberg (ru)
- Studios de production : Mosfilm
- Pays de production :  Union soviétique
- Durée : 97 minutes
- Format : couleur
- Genre : Drame
- Date de sortie : 25 octobre 1971

## Distribution
- Leonid Dyatchkov (ru) : Piotr
- Youri Vizbor : Sacha
- Alla Demidova : Katia
- Natalia Bondartchouk : Nadia
- Leonid Markov : Sergueï
- Vladimir Nossik (ru) : Kolka
- Oleg Efremov : Oleg Pavlovitch
- Alexander Schirwindt :
- Aleksander Yanvarev (ru) : Valka
- Viktor Choulguine (ru) :
- Lydia Konstantinova :

## Commentaires
Ce film est le seul film en couleur tourné par Larissa Chepitko. Il tient une place importante dans deux livres de Paul Greveillac, Les Âmes rouges (prix Roger-Nimier) et Cadence secrète. La vie invisible d'Alfred Schnittke, dans lequel Larissa Chepitko fait d'ailleurs plusieurs apparitions.